# NGC 7094
NGC 7094 је планетарна маглина у сазвежђу Пегаз која се налази на NGC листи објеката дубоког неба.
Деклинација објекта је + 12° 47' 22" а ректасцензија 21h 36m 53,0s. Привидна величина (магнитуда) објекта NGC 7094 износи 13,4 а фотографска магнитуда 13,6. NGC 7094 је још познат и под ознакама PK 66-28.1, CS=13.6.